# Hermelin (heraldika)

Hermelin (III. János, Bretagne hercege, 1316)

A hermelin drága prémféleség, a hermelin (Mustela erminea) téli bundája, fekete farokvéggel. A heraldikában borítás ("szín"), mely fehér alapon stilizált farokvégekkel bevetett mezőből áll. Valószínűleg úgy lett heraldikai borítás, hogy valaki egy uralkodói köpeny bélését erősítette a pajzsára. A magyar és a közép-európai heraldikában szinte teljesen ismeretlen, főleg az idegen eredetű családok, valamint a bőrműves-céhek használják, a francia és elsősorban az angol (és a németalföldi) heraldikában viszont nagyon gyakori és különféle változatai alakultak ki. A hermelin a leggyakoribb az angol, a németalföldi és a nyugat-franciaországi heraldikában. Néha a hermelinfarkak számát is pontosan meg szokták határozni. Az angol udvarképes főnemességnél a hermelingalléron alkalmazott faroksorok száma a rangot jelzi.
Névváltozatok: hermelin színű (Nagy Iván, X. 388), hermelin prém (uő. V. 213.), hermelines udvar (uő. VIII. 181), hölgy [állat] (Zolnay 1977. 90)

fr: hermine, en: ermine, de: Hermelin, nl: hermelijn, it: armellino, la: murina pellis, hermionae, armenius, hermionicus, pontica, ponticum vellus

Rövidítések

## A szó etimológiája

A hermelinfarok különféle ábrázolásai

A magyar hermelin, régi magyar hermelina és a magyarországi latin hermellina a németből származik. Eredeti magyar neve hölgy lehetett. A hölgy jelentése összefügg a hermelinnel és a menyéttel. A Besztercei szójegyzékben (1395 k.) „hermelus: helg | hermelína: helg ber gerezna” alakban fordul elő.
A finnugor kori alapnyelvben nőstényt jelentett, különösen coboly, róka nőstényt. A 'nő, nőstény' és a 'menyétféle állat' jelentések összefüggése a magyaron kívül is elterjedt volt. A magyarban ide tartozik a meny, menyecske: menyét, népnyelvi szépasszony 'menyétféle'. (Magyar tájszótár) Az olaszban a bellula, donnola, a fr. belette, es. comadreja, óangol fairy 'menyét' jelentése tulajdonképpen 'nő, szépasszony, szépecske, asszonyka'. A hermelin heraldikai kialakulására tehát a menyét is hatással lehetett.
A nő és a menyét azonosítása az ókori görögöktől kezdve Európa-szerte elterjedt azon hiedelem nyomán, hogy a menyét bűvös hatalmú nővé, nimfává, tündérré változhat. A magyar 'nő' → 'menyétféle' jelentésfejlődés a finnugor adatok alapján nagyon régi időre nyúlhat vissza. Ehhez a hölgymenyét (Mustela erminea) állatnév előtagjának elvonása is hozzájárulhatott. A feledésbe merült hölgy szót a nyelvújítás hozta divatba.

## A hermelin a viseletben
A hermelin egész Európában el volt terjedve. Latin nevét a pelles Armeniae-ből, azaz az örmény prémből vezették le. A legsűrűbb prémje a szibériai hermelinnek volt, de ezt nem használták a nyugat-európai viseletben, így a heraldikában sem.
A középkor legdrágább és legtöbbre tartott szőrméje volt. A középkorban drága prémeket csak a nemeseknek volt joga viselni. A prém (de: Feh) olyan heraldikai gyűjtőnév, mely valószínűleg valódi szőrmékre megy vissza. A különféle variánsok alapja az evet lehetett. A heroldok ezen alapmintázatból hozták létre a különféle változatokat.
Angliában a törvényszolgák báránybőrből készült kámzsát hordtak. A bíró szürke prémes kámzsát viselt, mely mindenféle fehér szőrméből készülhetett (de minuto vario – vö. evet), csak hermelinből nem. Ezt csak a peer és a király hordhatta.
Muszlim források szerint a honfoglalás előtt egyszer a magyarok menyasszonyukért hermelinprémmel fizettek, így jöhetett létre a kapcsolat a hölgy (akkori jelentése szerint: menyasszony) és a hermelin között. Ebből ered a hölgymenyét kifejezés. I. Endre és Salamon király idején gyakran előfordul a helmelina albimissia, a legfehérebb hölgy említése.

## A hermelin a heraldikában
A hermelinfoltot (de: Hermelinschwanzen, Schwänzchen) általában (a modern heraldikában) három ponttal jelölik, melyből három vonal fut lefelé. A drága hermelinprém eredetileg magas rangot jelentett. A hermelinfolt felső része, a három pont megfelel az ősi három kör szimbólumnak, mely magas (vallási) rangot jelölt és a kereszténységbe a Szentháromság egyik jelképeként került át. A három aranypont a zálogosokat és a pénzkölcsönzőket is jelölte. Ennek fordított változata a heraldikában a gazdag Medici bankárcsalád címerében is megtalálható, ezért a pénzkölcsönzők és a zálogosok jelképe lett. Egyik változatában a pontokat szárak kötötték össze.
A hermelin általában csak akkor tekinthető borításnak (színnek), ha a mintázat sakkozásszerűen helyezkedik el, azaz egyenletesen, sorokba van elosztva és a pajzs szélein félbeszakad. A pajzson vagy címerábrán általában stilizált farokvégekkel ábrázolják. A hermelin nemcsak a mezőben fordulhat elő, hanem, a címerábrák borítása is lehet (itt nem követelmény a sorokba rendezettség, sem a minta félbeszakadása), sőt maga a hermelinfolt is lehet címerkép. A farokvégek azonban háromszög-, kereszt- vagy más alakban is el lehetnek rendezve.
A hermelin, mint állat előfordul címerképként és sisakdíszként is, a tiroli Harm család, illetve a von Rosen bárók címerében.

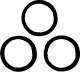
A magas szellemi rang ősi jelképe
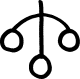
A zálogosok és pénzkölcsönzők jelképe
Háromszög alakban elrendezett hermelinfarkak Bretagne hercegének (†1399) címerében
Hermelin-kereszt (négy kereszt alakban elrendezett hermelinfarok)
Hermelin alapon ellenhermelines kereszt
Hermelines mező
Hermelin-ellenhermelines sakkozott mező
Az 1729-ben Magyarországon honosított Stürgkh grófok címere hermelines mezővel (Nagy Iván X. 387-388.)
Az 1827-ben magyar indignátust kapott Nugent grófok címere hermelin mezőben két vörös pólya (Nagy Ivánnál VIII. 181. l. "rézsútos csíkolat")
Az 1827-ben és 1840-ben Magyarországon honosított Hoyos grófok címerének hermelines kerete, Nagy Ivánnál (V. 180.) a négyelt grófi címer boglárpajzsaként szerepel

A prém a régi heraldikusok kifejezése szerint amfibikus, azaz nem tekintetik színnek, ezért bármely színre vagy fémre lehet alkalmazni, anélkül, hogy vétene a színtörvény ellen.
Magyarországon a tímármesterek címerei gyakran alapultak céhük jelvényein, melyet gyakran pajzsformára kivágott prém (hermelin) alkotott. Szinte azonos címert viselt Márton István, szentgyörgyi tímár (1666), valamint Prinzler Márton (1603) és Bona Ferenc (1751) pozsonyi tímármester. Az utóbbi címerét két oroszlán tartotta, melyek a pajzs fölött kardot kereszteztek és ezek fölött galamb látható csőrében zöld ággal (a Szentlélek jelképével). Szőcs Dániel (1617) nagyszombati és Vogh Lőrinc (1601) pozsonyi bőrműves címerében az alsó mező hermelines, a felső kék mezőben ágat tartó galamb. A nagyszombati Kožesnik-Horčička Márton (1578) címerének közepén négyzetre vágott bundabőr van

A hermelin stilizált farokvégeinek különféle ábrázolási módjai:
(Hermelines pajzs az angol Fenwick Rollból, 1450 k.)

### Hermelinezett
Ellenhermelin névváltozatok: visszás hermelin (Bárczay 58.)
la: antihermoniacus, contra ponticum, fr: contre hermine, de: Gegenhermelin

Rövidítések
Névváltozatok: hermelinezett (Bárczay 58.)
fr: herminé

Rövidítések
A hermelin különféle változatai alakultak ki. Ezeket hermelinezettnek (fr: herminé, en: ermined) nevezzük. A hermelin nem annyira változatos, mint az evet, de számos variánsa ismert. Mivel a természetben nincs például fekete bundájú és arany farokvégű hermelin, ezen változatok minden valószínűség szerint a rokoni heraldika termékei, címertörésként szolgáltak a család egyes ágainak megkülönböztetésére, így már a heraldika legrégibb időitől előfordulhattak. A szokványos fehér alapon fekete farokvégeket mutató formától eltérő változatokat hermelinezésnek nevezzük. Ennek legszokványosabb módja az ellenhermelin, de az angol (és francia, németalföldi stb.) heraldikában más változatai is ismertek.
Palliot csak egyszerű hermelinről és ellenhermelinről tudott, Prinsault azonban megemlíti az aranyhermelint és a vöröshermelint (hermelin d'or et de gueules).

Ellenhermelin (en: ermines, fr: contre-hermine, de: Gegenhermelin)
Aranyhermelin (en: erminois, erminoys, de: Goldhermelin, fr: herminais)
Arany ellenhermelin (en: pean, [peon, peau], de: goldenes Gegenhermelin, Gegengoldhermelin, fr: péan)
Keretes ellenhermelin (en: properly ermines), az angol heraldika hermelinezési módja, olyan ellenhermelin, ahol a fehér hermelinfoltok vörössel vannak keretezve[3]
Az angol heraldika erminites nevű hermelinváltozata és annak egy lehetséges ábrázolási formája John Guillim könyvéből: a hermelinfolt két szélső szőrszála vörös. Magyarul léceshermelinnek nevezhető. Egyes régi heraldikai művek megemlítik, de még egyetlen modern szerző sem talált rá példát.
A léceshermelin egy másik ábrázolási módja, ahol a folt pettyei vörösek  Archiválva 2007. július 4-i dátummal a Wayback Machine-ben
Vörösfoltos hermelin (fr: herminite), a léceshermelin változatának tekinthető
Vörös ellenhermelin (en: gules ermined argent)
Vörös aranyhermelin a van Leefvelt család címerében (en: Gules semy of ermine spots or)
A van Leefvelt címer
A Schleiden család címerének kék aranyhermelin alapja (en: Azure semy of ermine spots or)

### Természetes hermelin
Olyan hermelin, amikor a fehér szőrméből a természetes, nem stilizált farokvégek nyúlnak ki. Elsősorban a címersátrak bélésein és a rangjelölő süvegeken fordul elő, de néha a címerpajzson is megjelenik. A középkorban a hermelinprémet úgy utánozták, hogy a fekete farokvégeket fehér pajzsra szögelték fel, mint például a von Volkensdorf család címerében.

Természetes hermelin (de: Vehem, natürliches Hermelin) – a hermelin téli bundája, melyen a fekete farokvégek látszanak. A természetes hermelint a címerleírásban külön meg kell említeni.
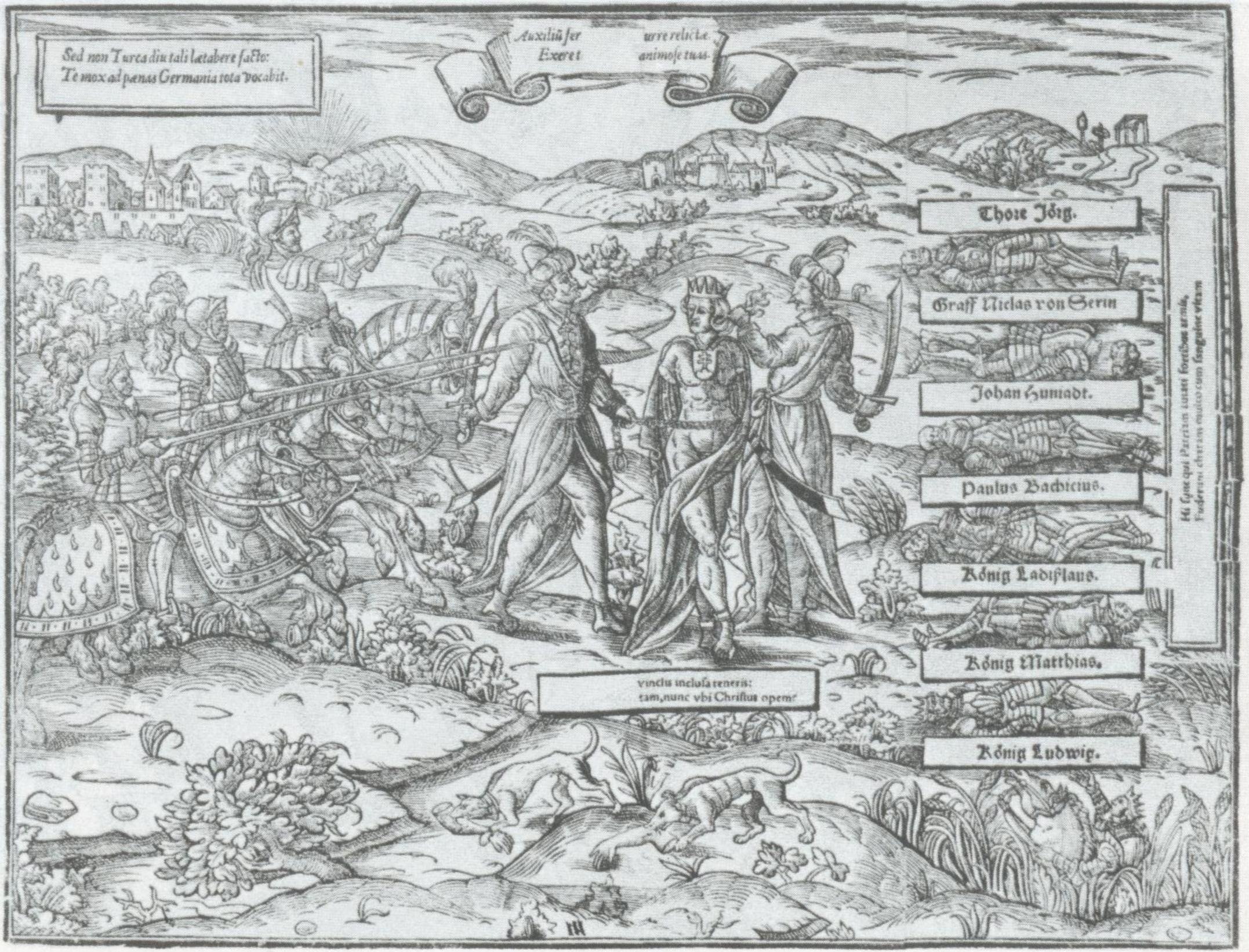
Ugyanazon folyadékcseppek vagy hermelin a lovag lótakaróján (a 16. sz. vége)